# 佐野藩
佐野藩（さのはん）は、下野国安蘇郡の佐野（現在の栃木県佐野市）周辺に存在した藩。江戸時代初期には、中世以来の当地の豪族である佐野氏が3万9000石を治め、佐野城（現在の佐野市若松町）を築いて城下町を整備したが、1614年に改易された。その後1684年に譜代大名堀田氏出身の堀田正高が1万石の大名となり、佐野陣屋（現：同市植下町）に藩庁を置いた。堀田家は10年あまりで近江国堅田藩に移されたが、1825年に堀田正敦が居所を父祖ゆかりの佐野に戻しており、佐野藩が「再興」されたとみなされる。堀田家の佐野藩は廃藩置県まで続いた。

## 歴史

### 前史
「佐野」はもともと、平安時代の荘園「佐野荘」に由来する広域地名である。この佐野荘の地頭として根を下ろし、地域に勢力を張った豪族が佐野氏である。戦国期に佐野氏は唐沢山城を拠点とし、佐野昌綱が上杉謙信をたびたび退けたことでも知られる（唐沢山城の戦い）。天正13年（1585年）に佐野宗綱が戦死すると、後継を巡り佐野家中では親北条派と反北条派との間で対立が生じ、北条氏政の弟の氏忠が佐野家の家督に送り込まれると、一族の佐野房綱（天徳寺宝衍）らが佐野家を去るなど混乱が生じた。
なお、中世に佐野荘のうちの一部が「天命」（のちに「天明」の表記が広がる）と呼ばれ、鋳物生産の中心地として（天明鋳物。とくに天明釜で知られる）、また町場（天命宿）を擁する交通の要衝として史料に現れる。この天命（天明）も広域地名であり、鋳物生産地である「天命」と中世天命宿の場所は一致しないとの指摘がある。後述のように近世の佐野城下町は天明宿と呼ばれるが、中世天命宿との関係については同一の場所とするもの、移動して名を受け継いだものなど諸説ある。

### 近世大名としての佐野氏

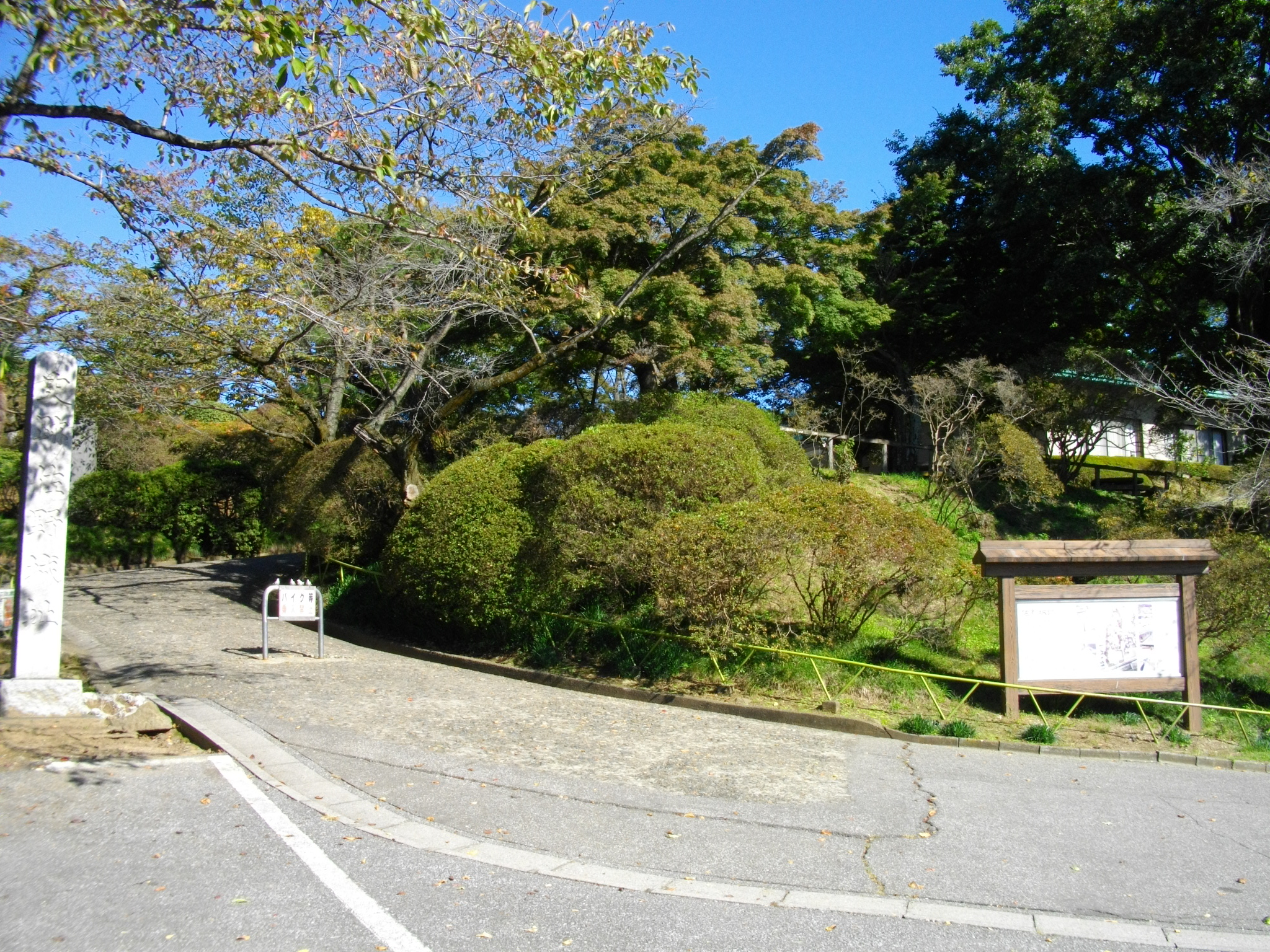
佐野氏が築いた佐野城（春日岡城）跡。城山公園として整備されている。

佐野房綱（天徳寺宝衍）は豊臣秀吉に仕えて関東・南東北の大名の取次を務めた。天正18年（1590年）の小田原合戦では豊臣軍の関東への道案内を務めるとともに、唐沢山城を奪回した。小田原合戦後に秀吉から佐野家当主の地位を認められて本領3万9000石を安堵された。文禄元年（1592年）、房綱は秀吉の命を受け、富田一白（知信）の子の信吉を婿養子に迎えて隠居した。
佐野信吉は関ヶ原の戦いでは東軍に属して所領を保った。信吉は、慶長7年（1602年）に居城を唐沢山城から佐野城（春日岡城）に移した。これには、堅城として知られた唐沢山城の破却が命じられたためとされ、佐野城の築城は慶長5年（1600年）に開始されたともいう。佐野城の城下町として「佐野町」が整備され、天明（天命）宿を中心として、町は碁盤の目状に整然と区画された。信吉は城下町建設とともに、鋳物師を城下の金屋町に集住させた（現在の佐野市には金屋仲町・金屋下町・金吹町などの地名が残る）
。
大坂冬の陣直前の慶長19年（1614年）、佐野信吉は実兄の富田信高（伊予国宇和島藩主）の改易に連座し、3万9000石を没収された。

### 佐野氏改易後の佐野地域

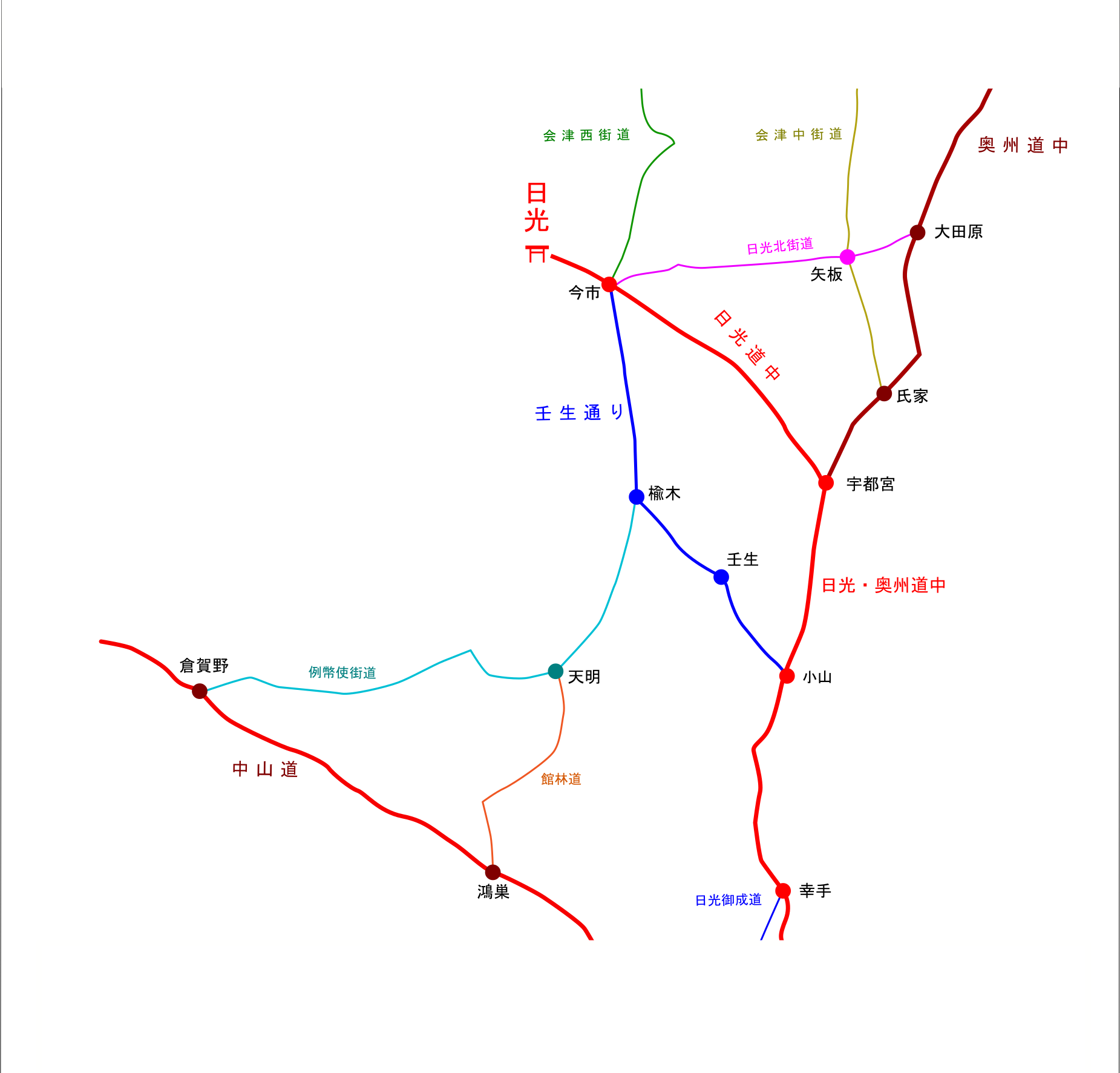
日光例幣使街道およびその周辺の街道

佐野氏の改易後、佐野地域は幕府直轄領とされた。元和2年（1616年）には本多正純領（当時小山藩主、のち宇都宮藩主）となるが、同8年に本多正純が改易されたことにより、再度幕府直轄領となった。以後、佐野地域をまとめて統治する大名は現れず、諸藩領や旗本領に分割されることとなる。
城下町としての性格を失った「佐野町」は、天明町と小屋町の2つの町として把握され、日光例幣使街道の天明宿が置かれて繁栄する。寛永10年（1633年）以後、天明町・小屋町を含む地域は彦根藩領となった。彦根藩による佐野領15か村統治の拠点として、万治2年（1659年）に堀米町に陣屋（堀米陣屋）が置かれ、以後幕末・明治維新期まで続いた。

### 堀田佐野藩
貞享元年（1684年）、大老堀田正俊（古河藩13万石）が江戸城中で稲葉正休に刺殺された。正俊の三男の堀田正高は、父の遺領から1万石を分知されることとなり、下野国安蘇郡・都賀郡に所領を与えられて「佐野」を居所とした。『角川地名大辞典』によれば、赤坂・田島・植野の3か村が佐野領に組み入れられ、陣屋は植野村に置かれたという。堀田家の佐野藩については、江戸時代初期の佐野家の佐野藩と区別するため「堀田佐野藩」と称されることがある。
堀田正高は元禄11年（1698年）に近江国堅田藩に移され、所領は再び幕府直轄領となった。正高の移封により、陣屋は廃墟化したという。
正高から4代おいて、堀田正敦は文政9年（1826年）に近江国高島郡の所領に替えて下野国安蘇郡を与えられた。正敦は城地を父祖の地である佐野に移すこととし、植野村に佐野陣屋（植野陣屋）を再興した。これにより佐野藩が「再興」されたとみなされる。
堀田氏は江戸時代を通して定府であり、参勤交代を行っていない。1万6000石の領地は下野・上野・近江3国に分散していた。1826年以後の堀田家は佐野と堅田に陣屋を置いて所領の支配を行っていた。
堀田家支配のもとで幕末・明治維新を迎えた。1871年（明治4年）、廃藩置県によって佐野県となり、次いで栃木県の一部となった。

## 歴代藩主

### 佐野家
3万9000石 外様
1. 信吉

### 堀田家
1万石 譜代 佐倉藩の支藩
1. 正高

1万3000石→1万6000石 譜代
1. 正敦
2. 正衡
3. 正頌

## 幕末の領地
- 下野国
  - 安蘇郡のうち - 3村
- 上野国
  - 勢多郡のうち - 6村
  - 緑野郡のうち - 4村
  - 新田郡のうち - 1村
  - 山田郡のうち - 1村（館林藩に編入）
- 近江国
  - 滋賀郡のうち - 20村

明治維新後に滋賀郡1村（旧旗本領）が加わった。

## 文化・産業・人物

### 学問
堀田正敦は、『寛政重修諸家譜』編纂総裁を務め、近世最大とされる鳥類図鑑『堀田禽譜』の編纂を行うなど、文化事業での活躍で知られている。堀田正衡は洋学への関心が高く、家臣に西洋砲術を学ばせ、藩校で洋学を取り入れた。
元治元年（1863年）、堀田正頌の時代に藩校「観光館」が設けられた。

## 人物
堀田正衡は狩野派の絵もよくし、狩野元信の絵を模写したという「山水図」（栃木県立博物館蔵）が残されている。高橋由一は佐野藩出身で、正衡の小姓を務めており、絵画について正衡の影響を指摘する見解もある。
貴族院議員となる西村茂樹と実業家の西村勝三の兄弟は、佐野藩付家老（本藩である佐倉藩から付けられた家老）西村平右衛門芳郁の子である。